# Mu Draconis
Désignations
μ Draconis A : HR 6370, HD 154906, TYC 3890-1396-2

Mu Draconis (μ Draconis, μ Dra) est une étoile multiple de la constellation du Dragon, localisée près de sa tête. Sa magnitude apparente combinée est de 4,92. D'après la mesure de sa parallaxe annuelle par le satellite Hipparcos, le système est situé à environ 89 années-lumière du Système solaire.

## Description
Le système de Mu Draconis comprend quatre étoiles. Les deux étoiles principales, Mu Draconis A et B sont, des étoiles jaune-blanche presque identiques en orbite serrée de période 812 ans. Chacune est de type spectral F7V et a une magnitude apparente de 5,6. Avec des conditions d'observation idéales, la paire peut être résolue avec un petit télescope de 60 mm d'ouverture et un grossissement de 120 fois. Mu Draconis B est elle-même une binaire spectroscopique à raies simples comprenant Mu Draconnis Ba et Bb, tandis que Mu Draconis C est une naine rouge de type M3 localisée à environ 12 secondes d'arc de A-B.

## Dénominations
Mu Draconis est aussi connue sous le nom traditionnel Alrakis,, qui est dérivé du nom arabe que lui avaient attribué les observateurs arabes, al-Rāqiṣ, "le chameau trotteur", ou « le danseur »,. Ce nom est parfois orthographié "Arrakis" ou "Errakis".
Cette étoile, avec β Dra (Rastaban), γ Dra (Eltanin), ν Dra (Kuma) et ξ Dra (Grumium) constituaient Al ʽAwāïd, "les chamelles", appelées plus tard en latin les Quinque Dromedarii.